# Where Are You Now (Lost Frequencies e Calum Scott)
Where Are You Now è un singolo del DJ belga Lost Frequencies e del cantante britannico Calum Scott, pubblicato il 30 luglio 2021 come primo estratto dal terzo album in studio del primo All Stand Together.

## Tracce
Testi e musiche di Felix De Laet, Dag Lundberg, Joacim Bo Persson, Michael Patrick Kelly e Sebastian Arman.
Download digitale, streaming
1. Where Are You Now – 2:28

Download digitale, streaming – Acoustic
1. Where Are You Now (Acoustic) – 2:42

Download digitale, streaming – Deluxe Mix
1. Where Are You Now (Acoustic) – 4:14

Download digitale, streaming – Kungs Remix
1. Where Are You Now (Kungs Remix) – 3:12

Download digitale, streaming – Remix Pack
1. Where Are You Now (Kungs Remix) – 3:12
2. Where Are You Now (Deluxe Remix) – 4:14

## Formazione
- Calum Scott – voce
- Lost Frequencies – produzione
- Lorna Blackwood – produzione vocale

## Classifiche

### Classifiche settimanali
| Classifica (2021-22) | Posizione massima |
| -------------------- | ----------------- |
| Australia            | 5                 |
| Austria              | 3                 |
| Belgio (Fiandre)     | 4                 |
| Belgio (Vallonia)    | 5                 |
| Canada               | 26                |
| Croazia              | 11                |
| Danimarca            | 6                 |
| Finlandia            | 19                |
| Francia              | 18                |
| Germania             | 5                 |
| Grecia               | 6                 |
| Irlanda              | 1                 |
| Islanda              | 12                |
| Italia               | 38                |
| Libano               | 4                 |
| Lituania             | 3                 |
| Lussemburgo          | 6                 |
| Norvegia             | 9                 |
| Nuova Zelanda        | 12                |
| Paesi Bassi          | 10                |
| Polonia              | 1                 |
| Portogallo           | 16                |
| Regno Unito          | 3                 |
| Repubblica Ceca      | 6                 |
| Russia               | 5                 |
| Slovacchia           | 1                 |
| Spagna               | 85                |
| Sudafrica            | 11                |
| Svezia               | 7                 |
| Svizzera             | 2                 |
| Ungheria             | 3                 |

### Classifiche di fine anno
| Classifica (2021) | Posizione |
| ----------------- | --------- |
| Austria           | 33        |
| Belgio (Fiandre)  | 30        |
| Belgio (Vallonia) | 21        |
| Croazia           | 94        |
| Danimarca         | 68        |
| Francia           | 143       |
| Germania          | 38        |
| Paesi Bassi       | 35        |
| Polonia           | 51        |
| Svezia            | 78        |
| Svizzera          | 49        |
| Ungheria          | 45        |
| Classifica (2022) | Posizione |
| Australia         | 7         |
| Austria           | 6         |
| Belgio (Fiandre)  | 15        |
| Belgio (Vallonia) | 11        |
| Canada            | 29        |
| Danimarca         | 13        |
| Francia           | 41        |
| Germania          | 7         |
| Islanda           | 9         |
| Italia            | 58        |
| Lituania          | 6         |
| Norvegia          | 25        |
| Nuova Zelanda     | 22        |
| Paesi Bassi       | 21        |
| Regno Unito       | 8         |
| Russia            | 74        |
| Svezia            | 11        |
| Svizzera          | 5         |
| Ungheria          | 15        |
| Classifica (2023) | Posizione |
| Austria           | 70        |
| Francia           | 177       |
| Portogallo        | 131       |
| Svizzera          | 25        |
| Classifica (2024) | Posizione |
| Svizzera          | 60        |